# شعبة يومين (حبيش)

تعديل مصدري - تعديل

شعبة يومين محلة تابعة لقرية ذى وسطى، التابعة لعزلة العارضة بمديرية حبيش إحدى مديريات محافظة إب في الجمهورية اليمنية، بلغ تعداد سكانها 90 حسب تعداد اليمن لعام 2004.